# Olimpiadi degli scacchi del 2006

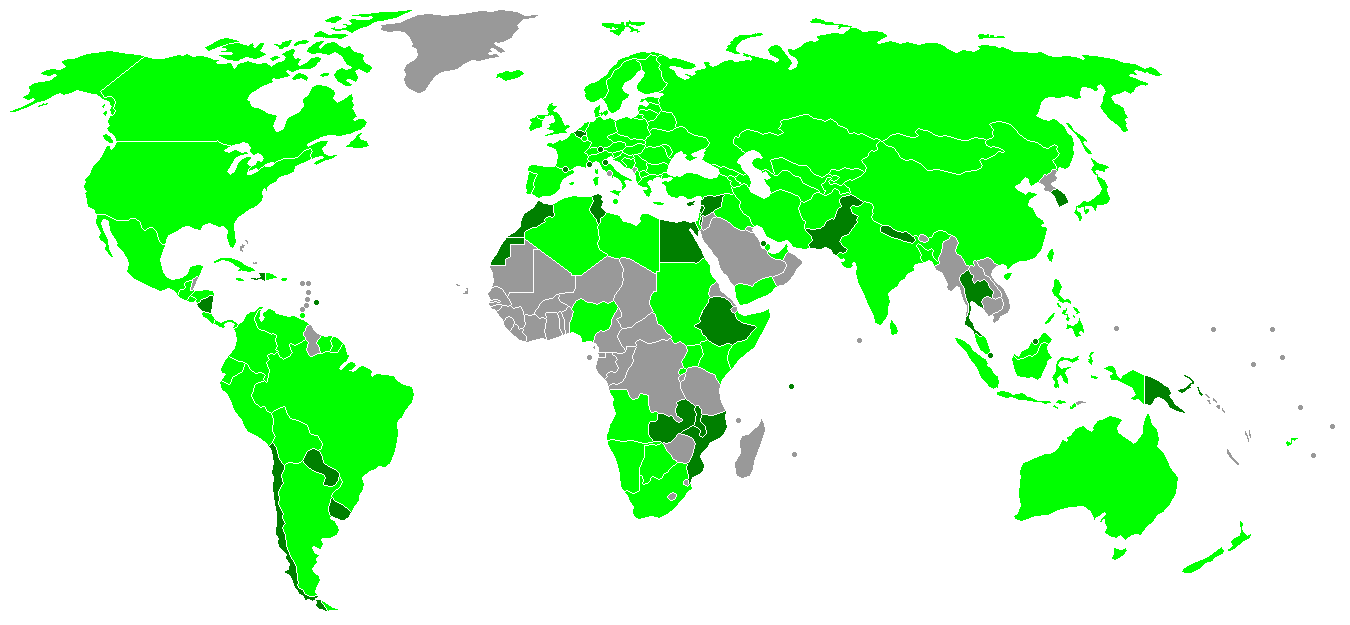
Nazioni partecipanti: in verde chiaro i paesi che hanno partecipato ad entrambi i tornei, in verde scuro quelle che hanno partecipato solo al torneo open.

Le Olimpiadi degli scacchi del 2006 si tennero dal 20 maggio al 6 giugno all'Oval Lingotto di Torino. Fu la 37ª edizione ufficiale organizzata dalla FIDE e comprese una sezione open ed una femminile.

## Le competizioni

### Il torneoopen
La sezione open del torneo vide la partecipazione di 148 squadre in rappresentanza di 143 paesi. L'Italia, in quanto paese organizzatore, presentò tre squadre, mentre l'Associazione Internazionale Scacchi alla cieca, l'Associazione Internazionale Scacchi per Disabili Fisici e il Comitato Internazionale Scacchi Silenziosi parteciparono ognuno con una rappresentativa. Somalia e Sierra Leone, pur essendosi iscritte, non parteciparono alla manifestazione.
Guidata dalla prima scacchiera, il Grande Maestro Internazionale Lewon Aronyan (il secondo giocatore in ordine di Elo presente alle Olimpiadi), e dall'altro Grande Maestro Gabriel Sargsyan (che ottenne 10 punti su 11 disponibili), l'Armenia vinse la medaglia d'oro, migliorando così il terzo posto ottenuto nell'edizione precedente, con due punti di vantaggio sulla squadra cinese la cui quarta scacchiera, Wang Tue concluse il torneo imbattuto, vincendo otto partite e pareggiandone quattro. L'Armenia terminò il torneo senza sconfitte, con dieci vittorie e tre patte, compreso il girone finale contro l'Ungheria in cui vennero fatte registrare quattro patte ininfluenti.
Aronyan fu l'unico giocatore armeno a perdere una partita, al quinto turno contro il Grande Maestro russo Vladimir Kramnik. Kramnik, tornato agli incontri internazionali dopo una pausa di sei mesi, totalizzò 6,5 punti sui nove a disposizione realizzando il miglior risultato percentuale. Ciò nonostante, la squadra russa non si comportò secondo le aspettative, pur schierando sei dei migliori 17 giocatori del torneo, restò fino al settimo turno seconda dietro l'Armenia di un punto, ma poi perse con Francia (2,5-1,5), Stati Uniti (2,5-1,5), ed infine con Israele (3-1), finendo così al sesto posto. Questo risultato fu il primo fuori dal podio per la squadra della Russia o dell'Unione Sovietica dall'edizione del 1950.
Israele, sebbene avesse battuto gli Stati Uniti 2,5-1,5 nel penultimo turno, arrivò a pari punti con la squadra americana che conquistò però la medaglia di bronzo in base al sistema Bucholz. L'Ungheria, iscritta come 16ª, si classificò al termine quinta, grazie alle prestazioni di Ferenc Berkes e Csaba Balogh. L'India, iscritta come seconda, terminò al 30º posto col Grande Maestro Viswanathan Anand autore solo di un risultato percentuale di 50%.

#### Risultati a squadre
Nel contesto del torneo a squadre viene stilata una classifica assoluta e 5 classifiche di gruppo in base al seed delle squadre partecipanti.

##### Risultati assoluti
| Pos. | Squadra     | Giocatori                                                                                       | Seed | Elo   | 1  | ½ | 0 | Punti |
| ---- | ----------- | ----------------------------------------------------------------------------------------------- | ---- | ----- | -- | - | - | ----- |
|      | Armenia     | Aronyan, Hakobyan, Asryan, Lpowtyan, Sargsyan, Minasyan                                         | 3    | 2.682 | 10 | 3 | 0 | 36    |
|      | Cina        | Bu Xiangzhi, Zhang Zhong, Zhang Pengxiang, Wang Yue, Ni Hua, Zhao Jun                           | 12   | 2.628 | 8  | 1 | 4 | 34    |
|      | Stati Uniti | Kamskj, Oniščuk, Nakamura, Ibragimov, Kajdanov, Hakobyan                                        | 7    | 2.656 | 9  | 3 | 1 | 33    |
| 4    | Israele     | Gelfand, Smiryn, Sutovskij, Avrukh, Huzman, Mikhalevski                                         | 6    | 2.663 | 9  | 3 | 1 | 33    |
| 5    | Ungheria    | Almási, Gyimesi, Berkes, Balogh, Ruck, Horváth                                                  | 16   | 2.610 | 7  | 4 | 2 | 32,5  |
| 6    | Russia      | Kramnik, Svidler, Griščuk, Morozevič, Bareev, Rublëvskij                                        | 1    | 2.730 | 7  | 2 | 4 | 32    |
| 7    | Francia     | Bacrot, Lautier, Sokolov, Fressinet, Vachier-Lagrave, Bauer                                     | 5    | 2.665 | 7  | 5 | 1 | 32    |
| 8    | Ucraina     | Ivančuk, Volokitin, Karjakin, El'janov, Moïsejenko, Jefymenko                                   | 4    | 2.680 | 8  | 2 | 3 | 32    |
| 9    | Bulgaria    | Georgiev, Čeparinov, Delčev, Spasov, Petkov, Iotov                                              | 10   | 2.633 | 7  | 2 | 4 | 32    |
| 10   | Spagna      | Širov, Vallejo Pons, Illescas Córdoba, Arizmendi Martínez, San Segundo Carrillo, Narciso Dublán | 11   | 2.628 | 7  | 4 | 2 | 32    |

##### Risultati del gruppo A
Squadre con seed da 1 a 29.
|  | Squadra  | Pos. ass. | Seed | Elo   | Punti |
|  | -------- | --------- | ---- | ----- | ----- |
|  | Israele  | 4         | 3    | 2.663 | 33,0  |
|  | Ungheria | 5         | 12   | 2.610 | 32,5  |
|  | Russia   | 6         | 7    | 2.730 | 32,0  |

##### Risultati del gruppo B
Squadre con seed da 30 a 59.
|  | Squadra  | Pos. ass. | Seed | Elo   | Punti |
|  | -------- | --------- | ---- | ----- | ----- |
|  | Svezia   | 17        | 31   | 2.549 | 30,5  |
|  | Slovenia | 23        | 32   | 2.545 | 30,0  |
|  | Lettonia | 28        | 42   | 2.516 | 30,0  |

##### Risultati del gruppo C
Squadre con seed da 60 a 89.
|  | Squadra            | Pos. ass. | Seed | Elo   | Punti |
|  | ------------------ | --------- | ---- | ----- | ----- |
|  | Italia (squadra B) | 48        | 70   | 2.371 | 28,5  |
|  | Kazakistan         | 53        | 73   | 2.348 | 28,0  |
|  | Colombia           | 57        | 62   | 2.437 | 27,0  |

##### Risultati del gruppo D
Squadre con seed da 90 a 119.
|  | Squadra                                    | Pos. ass. | Seed | Elo   | Punti |
|  | ------------------------------------------ | --------- | ---- | ----- | ----- |
|  | Tagikistan                                 | 54        | 106  | 2.215 | 28,0  |
|  | Algeria                                    | 69        | 91   | 2.285 | 26,5  |
|  | Comitato Internazionale Scacchi Silenziosi | 76        | 90   | 2.308 | 26,0  |

##### Risultati del gruppo E
Squadre con seed da 120 a 148.
|  | Squadra  | Pos. ass. | Seed | Elo   | Punti |
|  | -------- | --------- | ---- | ----- | ----- |
|  | Giappone | 87        | 121  | 2.139 | 25,5  |
|  | Pakistan | 98        | 123  | 2.123 | 24,5  |
|  | Cipro    | 122       | 90   | 2.125 | 24,0  |

#### Risultati individuali
Le medaglie individuali sono assegnate ai tre migliori giocatori che abbiano disputato almeno otto partite secondo il metodo di valutazione FIDE. Sono assegnate anche medaglie per i tre migliori giocatori in base alle percentuali di punti ottenuti sul massimo possibile tra coloro i quali hanno giocato primariamente sulle scacchiere da uno a quattro (avendo sempre giocato almeno otto partite) ed alle riserve che abbiano giocato almeno sette partite su qualsiasi scacchiera. Tipicamente le squadre designano i migliori giocatori sui numeri di scacchiera minori, ma durante il torneo possono avvenire delle rotazioni. In caso di pareggio di punti, vengono avvantaggiati i giocatori che hanno giocato più partite, in caso di ulteriore parità viene classificato meglio chi ha ottenuto durante il torneo un risultato superiore.

##### Migliore prestazione
| Pos. | Giocatore         | Squadra   | Elo   | Scacchiera | Partite | Punti | Prestazione |
| ---- | ----------------- | --------- | ----- | ---------- | ------- | ----- | ----------- |
|      | Vladimir Kramnik  | Russia    | 2.729 | 1          | 9       | 6,5   | 2.847       |
|      | Wang Yue          | Cina      | 2.598 | 4          | 12      | 10,0  | 2.837       |
|      | Étienne Bacrot    | Francia   | 2.708 | 1          | 8       | 6,0   | 2.833       |
| 4    | Magnus Carlsen    | Norvegia  | 2.646 | 1          | 8       | 6,0   | 2.820       |
| 5    | Sergej Karjakin   | Ucraina   | 2.661 | 3          | 11      | 8,5   | 2.798       |
| 6    | Bu Xiangzhi       | Cina      | 2.640 | 1          | 12      | 8,0   | 2.790       |
| 7    | David Navara      | Rep. Ceca | 2.658 | 1          | 12      | 8,5   | 2.786       |
| 8    | Vladimir Hakobyan | Armenia   | 2.706 | 2          | 12      | 9,0   | 2.778       |
| 9    | Lewon Aronyan     | Armenia   | 2.756 | 1          | 11      | 7,0   | 2.768       |
| 10   | Joël Lautier      | Francia   | 2.682 | 2          | 11      | 8,0   | 2.759       |

##### Premio per la prima scacchiera
| Pos. | Giocatore                 | Squadra   | Elo   | Partite | Punti | %    |
| ---- | ------------------------- | --------- | ----- | ------- | ----- | ---- |
|      | Mohyuddin Gillani Tanveer | Pakistan  | 2.279 | 8       | 7,0   | 87,5 |
|      | Evgeni Ermenkov           | Palestina | 2.462 | 10      | 8,5   | 85,0 |
|      | Hichem Hamdouchi          | Marocco   | 2.559 | 10      | 7,5   | 75,0 |

##### Premio per la seconda scacchiera
| Pos. | Giocatore          | Squadra   | Elo   | Partite | Punti | %    |
| ---- | ------------------ | --------- | ----- | ------- | ----- | ---- |
|      | Josep Oms Pallise  | Andorra   | 2.496 | 11      | 9,0   | 81,8 |
|      | Brian Dew          | Hong Kong | 2.147 | 9       | 7,0   | 77,8 |
|      | Eduardo Iturrizaga | Venezuela | 2.397 | 11      | 8,5   | 77,3 |

##### Premio per la terza scacchiera
| Pos. | Giocatore               | Squadra | Elo   | Partite | Punti | %    |
| ---- | ----------------------- | ------- | ----- | ------- | ----- | ---- |
|      | Manuel Larrea           | Uruguay | 2.278 | 8       | 7,0   | 87,5 |
|      | Rafael Leitão           | Brasile | 2.575 | 10      | 8,0   | 80,0 |
|      | Miguel Illescas Córdoba | Spagna  | 2.608 | 9       | 7,0   | 77,8 |

##### Premio per la quarta scacchiera
| Pos. | Giocatore     | Squadra | Elo   | Partite | Punti | %    |
| ---- | ------------- | ------- | ----- | ------- | ----- | ---- |
|      | Wang Yue      | Cina    | 2.598 | 12      | 10,0  | 83,3 |
|      | Robert Zelčić | Croazia | 2.525 | 12      | 9,0   | 75,0 |
|      | Boris Avrukh  | Israele | 2.633 | 10      | 7,5   | 75,0 |

##### Premio per la quinta scacchiera (prima riserva)
| Pos. | Giocatore          | Squadra  | Elo   | Partite | Punti | %     |
| ---- | ------------------ | -------- | ----- | ------- | ----- | ----- |
|      | Basheer Al-Qudaimi | Yemen    | 2.396 | 7       | 7,0   | 100,0 |
|      | Amer Karim         | Pakistan | 2.260 | 8       | 7,5   | 93,8  |
|      | Ali Laith          | Iraq     | 2.179 | 7       | 6,5   | 92,9  |

##### Premio per la sesta scacchiera (seconda riserva)
| Pos. | Giocatore               | Squadra     | Elo              | Partite | Punti | %    |
| ---- | ----------------------- | ----------- | ---------------- | ------- | ----- | ---- |
|      | Phiri Richmond          | Zambia      | nessun punteggio | 7       | 6,5   | 92,0 |
|      | Hirawan Pg Mohd Omar Ak | Brunei      | 2.335            | 7       | 6,5   | 92,0 |
|      | Hameedullah Haidary     | Afghanistan | nessun punteggio | 9       | 7,5   | 83,3 |

### Il torneo femminile
La sezione femminile del torneo vide la partecipazione di 106 squadre in rappresentanza di 102 paesi. L'Italia, in quanto paese organizzatore, presentò due squadre, mentre l'Associazione Internazionale Scacchi alla cieca, l'Associazione Internazionale Scacchi per Disabili Fisici e il Comitato Internazionale Scacchi Silenziosi parteciparono ognuno con una rappresentativa. Somalia e Sierra Leone, pur essendosi iscritte, non parteciparono alla manifestazione. Afghanistan, Uganda e Ruanda si ritirarono dopo il primo turno.
L'Ucraina, finita al 18º posto nell'edizione precedente, ma iscritta in seconda posizione, rimase al secondo posto alle spalle della Russia per mezzo punto fino al settimo turno, nonostante la vittoria nello scontro diretto per 2-1. All'ottavo turno passò però in testa battendo l'Ungheria mentre la Russia pareggiava con gli Stati Uniti. L'Ucraina condusse poi per tutto il resto del torneo guidata da Natalja Žukova, che ottenne 7,5 punti in nove partite battendo le due prime classificate al mondo nel punteggio Elo, l'indiana Humpy Koneru e la russa Aleksandra Kostenjuk, e dalla terza scacchiera, il Maestro Internazionale Inna Haponenko, che vinse sei partite, ne pareggiò due e ne perse solo una. L'Ucraina si aggiudicò quindi la medaglia d'oro ed il Trofeo Vera Menchik con la vittoria al 12º turno contro l'India per 2,5 a 0,5 finendo 1,5 punti davanti alle russe.
Le detentrici cinesi, grazie alla forza di Zhao Xue, ottennero la medaglia di bronzo con tre punti di vantaggio sulle statunitensi con cui pareggiarono nel penultimo turno. Il metodo Bucholz stabilì le posizioni successive di Ungheria e Georgia. Tre squadre iscritte in posizioni a doppia cifra finirono nei primi dieci: i Paesi Bassi (iscritta 18ª, finì settima), la Slovenia (iscritta 17ª, finì nona) e la Repubblica Ceca (iscritta 22ª, finì decima), mentre la Polonia, iscritta come 12ª, finì solamente al 20º posto.

#### Risultati a squadre
Nel contesto del torneo a squadre viene stilata una classifica assoluta e 5 classifiche di gruppo in base al seed delle squadre partecipanti.

##### Risultati assoluti
| Pos. | Squadra     | Giocatrici                                          | Seed | Elo   | 1  | ½ | 0 | Punti |
| ---- | ----------- | --------------------------------------------------- | ---- | ----- | -- | - | - | ----- |
|      | Ucraina     | Žukova, Lahno, Janovska-Haponenko, Ušenina          | 2    | 2.441 | 12 | 1 | 0 | 29,5  |
|      | Russia      | Kostenjuk, Kosinceva T., Kosinceva N., Kovalevskaja | 1    | 2.499 | 9  | 3 | 4 | 28,0  |
|      | Cina        | Zhao Xue, Wang Yu, Shen Yang, Hou Yifan             | 6    | 2.408 | 8  | 3 | 2 | 27,5  |
| 4    | Stati Uniti | Zatons'kych, Krush, Goletiani, Baginskaite          | 5    | 2.414 | 7  | 5 | 1 | 24,5  |
| 5    | Ungheria    | Thanh Trang, Mádl, Vajda, Gara                      | 4    | 2.426 | 8  | 1 | 4 | 24,5  |
| 6    | Georgia     | Khurtsidze, Dzagnidze, Javakhishvili, Lomineishvili | 3    | 2.430 | 7  | 3 | 3 | 24,5  |
| 7    | Paesi Bassi | Zhaoqin, Bosboom-Lanchava, Schuurman, Muhren        | 18   | 2.344 | 7  | 3 | 3 | 24,5  |
| 8    | Armenia     | Mkrtčyan, Danielyan, Aginyan, Andriasyan            | 7    | 2.402 | 7  | 4 | 2 | 24,0  |
| 9    | Slovenia    | Muzyčuk, Srebrnic, Krivec, Novak                    | 17   | 2.348 | 7  | 2 | 4 | 24,0  |
| 10   | Rep. Ceca   | Jacková, Čedíková, Sikorová, Blažková               | 22   | 2.299 | 8  | 0 | 5 | 24,0  |

##### Risultati del gruppo A
Squadre con seed da 1 a 20.
|  | Squadra     | Pos. ass. | Seed | Elo   | Punti |
|  | ----------- | --------- | ---- | ----- | ----- |
|  | Stati Uniti | 4         | 5    | 2.414 | 24,5  |
|  | Ungheria    | 5         | 4    | 2.426 | 24,5  |
|  | Georgia     | 6         | 3    | 2.430 | 24,5  |

##### Risultati del gruppo B
Squadre con seed da 21 a 42.
|  | Squadra   | Pos. ass. | Seed | Elo   | Punti |
|  | --------- | --------- | ---- | ----- | ----- |
|  | Rep. Ceca | 10        | 22   | 2.302 | 24,0  |
|  | Vietnam   | 15        | 23   | 2.302 | 23,0  |
|  | Cuba      | 16        | 26   | 2.289 | 23,0  |

##### Risultati del gruppo C
Squadre con seed da 43 a 64.
|  | Squadra      | Pos. ass. | Seed | Elo   | Punti |
|  | ------------ | --------- | ---- | ----- | ----- |
|  | Filippine    | 26        | 60   | 2.083 | 22,0  |
|  | Turkmenistan | 36        | 43   | 2.182 | 21,0  |
|  | Canada       | 41        | 51   | 2.132 | 21,0  |

##### Risultati del gruppo D
Squadre con seed da 65 a 86.
|  | Squadra     | Pos. ass. | Seed | Elo   | Punti |
|  | ----------- | --------- | ---- | ----- | ----- |
|  | Indonesia   | 40        | 68   | 1.986 | 21,0  |
|  | Venezuela   | 43        | 71   | 1.941 | 20,5  |
|  | El Salvador | 49        | 63   | 2.007 | 20,0  |

##### Risultati del gruppo E
Squadre con seed da 87 a 108.
|  | Squadra       | Pos. ass. | Seed | Elo   | Punti |
|  | ------------- | --------- | ---- | ----- | ----- |
|  | Algeria       | 79        | 87   | 1.721 | 17,5  |
|  | Nuova Zelanda | 80        | 84   | 1,759 | 17,5  |
|  | Nigeria       | 82        | 82   | 1,723 | 17,0  |

#### Risultati individuali
Le medaglie individuali sono assegnate alle tre migliori giocatrici che abbiano disputato almeno otto partite secondo il metodo di valutazione FIDE. Sono assegnate anche medaglie per le tre migliori giocatrici in base alle percentuale di punti ottenuti sul massimo possibile tra coloro i quali hanno giocato primariamente sulle scacchiere da uno a tre (avendo sempre giocato almeno otto partite) ed alle riserve che abbiano giocato almeno sette partite su qualsiasi scacchiera. Tipicamente le squadre designano i migliori giocatori sui numeri di scacchiera minori, ma durante il torneo possono avvenire delle rotazioni. In caso di pareggio di punti, vengono avvantaggiati i giocatori che hanno giocato più partite, in caso di ulteriore parità viene classificato meglio chi ha ottenuto durante il torneo un risultato superiore.

##### Migliore prestazione
| Pos. | Giocatrice              | Squadra     | Elo   | Scacchiera | Partite | Punti | Prestazione |
| ---- | ----------------------- | ----------- | ----- | ---------- | ------- | ----- | ----------- |
|      | Zhao Xue                | Cina        | 2.423 | 1          | 13      | 10,0  | 2.617       |
|      | Tat'jana Kosinceva      | Russia      | 2.489 | 2          | 12      | 9,5   | 2.598       |
|      | Hou Yifan               | Cina        | 2.298 | 3          | 13      | 11,0  | 2.596       |
| 4    | Antoaneta Stefanova     | Bulgaria    | 2.501 | 1          | 12      | 9,0   | 2.563       |
| 5    | Hoang Thanh Trang       | Ungheria    | 2.487 | 1          | 13      | 9,5   | 2.539       |
| 6    | Natalja Žukova          | Ucraina     | 2.640 | 1          | 10      | 7,5   | 2.537       |
| 7    | Inna Janovska-Haponenko | Ucraina     | 2.430 | 3          | 12      | 7,0   | 2.531       |
| 8    | Viktorija Čmilytė       | Lituania    | 2.470 | 1          | 12      | 9,5   | 2.530       |
| 9    | Nadežda Kosinceva       | Russia      | 2.469 | 3          | 10      | 7,5   | 2.521       |
| 10   | Irina Krush             | Stati Uniti | 2.437 | 2          | 11      | 8,0   | 2.512       |

##### Premio per la prima scacchiera
| Pos. | Giocatrice              | Squadra                                        | Elo   | Partite | Punti | %    |
| ---- | ----------------------- | ---------------------------------------------- | ----- | ------- | ----- | ---- |
|      | Ljubov Žyl'cova-Lysenko | Associazione Internazionale Scacchi alla cieca | 2.263 | 10      | 9,0   | 90,0 |
|      | Eman Mohammed           | Iraq                                           | 2.118 | 8       | 7,0   | 87,5 |
|      | Sarai Sánchez           | Venezuela                                      | 2.176 | 11      | 9,0   | 81,8 |

##### Premio per la seconda scacchiera
| Pos. | Giocatrice         | Squadra     | Elo   | Partite | Punti | %    |
| ---- | ------------------ | ----------- | ----- | ------- | ----- | ---- |
|      | Fiona Steil-Antoni | Lussemburgo | 1.968 | 12      | 10,0  | 83,3 |
|      | Kateryna Lahno     | Ucraina     | 2.468 | 10      | 8,0   | 80,0 |
|      | Tat'jana Kosinceva | Russia      | 2.489 | 12      | 9,5   | 79,2 |

##### Premio per la terza scacchiera
| Pos. | Giocatrice              | Squadra             | Elo   | Partite | Punti | %    |
| ---- | ----------------------- | ------------------- | ----- | ------- | ----- | ---- |
|      | Mohd Saleh Nora         | Emirati Arabi Uniti | 1.925 | 8       | 7,0   | 87,5 |
|      | Inna Janovska-Haponenko | Ucraina             | 2.430 | 9       | 7,0   | 77,8 |
|      | Lela Javakhishvili      | Georgia             | 2.410 | 11      | 8,5   | 77,3 |

##### Premio per la quarta scacchiera (riserva)
| Pos. | Giocatrice     | Squadra     | Elo   | Partite | Punti | %    |
| ---- | -------------- | ----------- | ----- | ------- | ----- | ---- |
|      | Tatiana Berlin | Bielorussia | 2.207 | 8       | 7,0   | 87,5 |
|      | Hou Yifan      | Cina        | 2.298 | 13      | 11,0  | 84,6 |
|      | Rahal Mawadda  | Libia       | 1.601 | 8       | 6,5   | 81,3 |

### Il titolo assoluto
Il Trofeo Nona Gaprindashvili viene aggiudicato alla nazione partecipante le cui squadre nel torneo open ed in quello femminile hanno ottenuto una migliore media nei piazzamenti delle rispettive classifiche finali. In caso di parità vengono preferite le squadre che hanno ottenuto un migliore piazzamento nei singoli tornei ed eventualmente un maggior numero di punti. Il trofeo fu vinto nel 2006 dalla squadra cinese.
| Pos. | Squadra     | Risultato open | Risultato femminile | Risultato medio |
| ---- | ----------- | -------------- | ------------------- | --------------- |
|      | Cina        | 2              | 3                   | 2,5             |
|      | Stati Uniti | 3              | 4                   | 3,5             |
|      | Russia      | 6              | 2                   | 4,0             |
| 4    | Ucraina     | 8              | 1                   | 4,5             |
| 5    | Armenia     | 1              | 8                   | 4,5             |
| 6    | Ungheria    | 5              | 5                   | 5,0             |
| 7    | Paesi Bassi | 12             | 7                   | 9,5             |
| 8    | Georgia     | 14             | 6                   | 10,0            |
| 9    | Rep. Ceca   | 11             | 10                  | 10,5            |
| 10   | Bulgaria    | 9              | 13                  | 11,0            |

### Le squadre partecipanti
Le squadre rappresentarono 133 stati, 3 organizzazioni internazionali, tre nazioni costituenti, due entità autonome, due dipendenze della corona, due regioni ad amministrazione speciale, due aree insulari ed uno stato associato, per un totale di 1.307 giocatori.
Le squadre iscritte al torneo open ed a quello femminile furono:
- Associazione Internazionale Scacchi alla cieca
- Associazione Internazionale Scacchi per disabili fisici
- Associazione Internazionale Scacchi silenziosi
- Afghanistan
- Albania
- Algeria
- Angola
- Antille Olandesi
- Argentina
- Armenia
- Australia
- Azerbaigian
- Bangladesh
- Bielorussia
- Bolivia
- Bosnia ed Erzegovina
- Botswana
- Brasile
- Bulgaria
- Canada
- Cina
- Colombia
- Costa Rica
- Croazia
- Cuba
- Rep. Ceca
- Danimarca
- Rep. Dominicana
- Ecuador
- El Salvador
- Emirati Arabi Uniti
- Estonia
- Figi
- Filippine
- Finlandia
- Francia
- Galles
- Georgia
- Germania
- Giamaica
- Giappone
- Grecia
- Guatemala
- Honduras
- India
- Indonesia
- Inghilterra
- Iran
- Iraq
- Irlanda
- Islanda
- Israele
- Italia[12]
- Kazakistan
- Kenya
- Kirghizistan
- Lettonia
- Libia
- Lituania
- Lussemburgo
- Macao
- Malaysia
- Malta
- Messico
- Moldavia
- Mongolia
- Namibia
- Nigeria
- Norvegia
- Nuova Zelanda
- Paesi Bassi
- Panama
- Perù
- Polonia
- Portogallo
- Porto Rico
- Qatar
- Romania
- Ruanda
- Russia
- Scozia
- Serbia e Montenegro
- Slovacchia
- Slovenia
- Somalia[13]
- Spagna
- Sri Lanka
- Stati Uniti
- Sudafrica
- Sudan[14]
- Suriname
- Svezia
- Svizzera
- Taiwan
- Tagikistan
- Trinidad e Tobago
- Turchia
- Turkmenistan
- Ucraina
- Uganda
- Ungheria
- Uzbekistan
- Venezuela
- Isole Vergini Americane
- Yemen

Le squadre iscritte al solo torneo open furono
- Andorra
- Aruba
- Bahrein
- Barbados
- Belgio
- Bermuda
- Brunei
- Cile
- Cipro
- Corea del Sud
- Egitto
- Etiopia
- Fær Øer
- Guernsey
- Haiti
- Hong Kong
- Jersey
- Libano
- Liechtenstein
- Macao
- Malawi
- Marocco
- Mauritius
- Monaco
- Mozambico
- Nepal
- Nicaragua
- Pakistan
- Palestina
- Papua Nuova Guinea
- Paraguay
- San Marino
- Seychelles
- Sierra Leone[13]
- Singapore
- Siria
- Thailandia
- Tunisia
- Uruguay
- Isole Vergini Britanniche
- Zambia

## Il congresso FIDE
In concomitanza con le competizioni si è svolto il 77º congresso dei delegati della FIDE. Il presidente Kirsan Iljumžinov ha dovuto fronteggiare varie critiche ed accuse di corruzione portate in primo luogo dalle federazioni scacchistiche occidentali come quella statunitense, quella inglese, francese e del Canada. Tuttavia, grazie al supporto della maggior parte dei delegati delle federazioni asiatiche ed africane (segnatamente quelle russa e di Singapore), ha sconfitto la candidatura alternativa dell'olandese Bessel Kok ed ha conservato la presidenza fino al 2010, ottenendo 96 voti contro i 54 del suo oppositore.
L'assemblea generale ha inoltre assegnato la sede delle Olimpiadi degli scacchi del 2010 a Chanty-Mansijsk, in Russia,
località che fu già sede della Coppa del Mondo di scacchi del 2005.

## Eventi collaterali
Accanto alle competizioni si sono svolti due eventi collegati (anche se non sponsorizzati direttamente dalla FIDE): il 14º "Campionato mondiale di scacchi per computer a controllo di tempo classico" ed il 14º "Campionato mondiale di scacchi per computer a gioco rapido". Junior è risultato vincitore del suo quinto campionato (il terzo in cinque anni) nel gioco classico, mentre il nuovo Ikarus ha sconfitto il quattro volte campione Shredder nel gioco rapido.